# Cynaeda simillella
Cynaeda simillella is een vlinder uit de familie van de grasmotten (Crambidae). De wetenschappelijke naam van deze soort is voor het eerst voorgesteld als Noctuelia simillella door Lionel Walter Rothschild in een publicatie uit 1915.
De soort komt voor in Algerije.